# شتاینفلد (نیدرزاکسن)
شتاینفلد (به آلمانی: Steinfeld) یک شهر در آلمان است که در وچتا واقع شده‌است.

## خواهرخوانده
شهر Jastrowie خواهرخواندهٔ شتاینفلد (نیدرزاکسن) هست.